# Discografia di MØ
La discografia di MØ, cantante danese, comprende: due album studio, due EP e ventisei singoli.
Il 14 gennaio 2013 ha pubblicato il suo singolo di debutto, Glass. Il 15 marzo 2013 uscì "Pilgrim" con B-side "Maiden". Raggiunse la posizione tredicesima nella classifica danese Danish Singles Chart. Il 7 giugno 2013 pubblicò il singolo "Waste of Time". Il 30 agosto 2013 uscì il singolo "XXX 88" mentre il suo primo extended play, Bikini Daze, il 18 ottobre 2013. Il singolo "Don't Wanna Dance" debuttò su BBC Radio 1 il 16 gennaio 2014 come record di tendenza per Zane Lowe. L'album studio di debutto, No Mythologies to Follow fu poi pubblicato il 7 marzo 2014. Sempre nello stesso anno, MØ collaborò con la rapper australiana Iggy Azalea con la canzone "Beg for It", che fu la canzone principale del suo album ripubblicato, Reclassified. MØ co-scrisse e collaborò nella canzone del gruppo Major Lazer, "Lean On" con DJ Snake, nel marzo 2015. Il 1 ottobre 2015 fu annunciato che il primo singolo del suo seguente album sarebbe stato "Kamikaze", prodotto da Diplo e uscito il 15 ottobre 2015. "Kamikaze" fu classificata in Danimarca, nel Regno Unito, Australia e Belgio. Il 13 maggio 2016, "Final Song" il secondo singolo del secondo album di MØ fu pubblicato e anche trasmesso alla radio da Annie Mac. La canzone fu co-scritta con il cantante/cantautore svedese Noonie Bao e britannico MNEK. Diventò la prima delle sue tracce nella top 40 come artista principale nel Regno Unito, raggiungendo la posizione numero 15 nella classifica UK Singles Chart. Per di più, la canzone entrò nella top 40 in più di 10 stati. Il 22 luglio 2016 il gruppo americano Major Lazer pubblicò il singolo "Cold Water" insieme al cantante canadese Justin Bieber e MØ. Fu la quarta volta che collaborò con i Major Lazer. Negli Stati Uniti debuttò alla posizione numero due nella Billboard Hot 100, diventando il secondo singolo per MØ nella top 10. Nel Regno Unito debuttò alla posizione numero uno nella UK Singles Chart.

## Album studio
| 2014                                                           | No Mythologies to Follow - Pubblicato: 7 marzo 2014 - Etichetta: Chess Club, RCA Victor - Formato: CD, LP, digital download | 2 | 107 | 83  | 161 | 76 | 58 | - IFPI DEN: Oro |
| 2018                                                           | Forever Neverland - Pubblicato: 19 ottobre 2018 - Etichetta: Columbia Records - Formato: CD, LP, download digitale          | 1 | 191 | 158 | —   | —  | —  |                 |
| "—" significa che l'album non si è classificato in quel Paese. | |   |     |     |     |    |    |                 |

## Extended play
| 2013                                                        | Bikini Daze - Pubblicato: 18 ottobre 2013 - Etichetta: Chess Club, RCA Victor - Formati: CD, Download digitale | 11 |
| 2017                                                        | When I Was Young - Pubblicato: 26 ottobre 2017 - Etichetta: Sony Music - Formati: CD, download digitale        | —  |
| "—" significa che l'EP non si è classificato in quel Paese. | |    |

## Singoli

### Come artista principale
| Titolo                                                            | Anno | Posizione massima | Posizione massima | Posizione massima | Posizione massima | Posizione massima | Posizione massima | Posizione massima | Posizione massima | Posizione massima | Posizione massima | Certificazioni | Album                    |
| Titolo                                                            | Anno | DEN               | AUS               | BEL (FL)          | FRA               | GER               | ITA               | NOR               | NZ                | SWE               | UK                | Certificazioni | Album                    |
| ----------------------------------------------------------------- | ---- | ----------------- | ----------------- | ----------------- | ----------------- | ----------------- | ----------------- | ----------------- | ----------------- | ----------------- | ----------------- | --- | ------------------------ |
| Glass                                                             | 2013 | —                 | —                 | —                 | —                 | —                 | —                 | —                 | —                 | —                 | —                 | | No Mythologies to Follow |
| Pilgrim                                                           | 2013 | 11                | —                 | —                 | —                 | —                 | —                 | —                 | —                 | —                 | —                 | - IFPI DEN: Platino                                                                                                  | No Mythologies to Follow |
| Waste of Time                                                     | 2013 | —                 | —                 | —                 | —                 | —                 | —                 | —                 | —                 | —                 | —                 | | No Mythologies to Follow |
| XXX 88 (featuring Diplo)                                          | 2013 | —                 | —                 | —                 | —                 | —                 | —                 | —                 | —                 | —                 | —                 | | No Mythologies to Follow |
| Don't Wanna Dance                                                 | 2014 | 25                | —                 | —                 | —                 | —                 | —                 | —                 | —                 | —                 | —                 | | No Mythologies to Follow |
| Walk This Way                                                     | 2014 | 33                | —                 | —                 | —                 | —                 | —                 | —                 | —                 | —                 | —                 | | No Mythologies to Follow |
| Kamikaze                                                          | 2014 | 2015              | 16                | 91                | 30                | —                 | —                 | —                 | —                 | —                 | 183               | - IFPI DEN: Platino                                                                                                  | Forever Neverland        |
| Final Song                                                        | 2016 | 4                 | 12                | 37                | 42                | 16                | 38                | 9                 | 20                | 42                | 14                | - IFPI DEN: Platino - ARIA: 2× Platino - BPI: Oro - BVMI: Oro - FIMI: Platino - GLF: Platino - RMNZ: Oro - SNEP: Oro | Forever Neverland        |
| Drum                                                              | 2016 | 21                | —                 | —                 | —                 | —                 | —                 | —                 | —                 | —                 | 119               | | /                        |
| Don't Leave (con Snakehips)                                       | 2017 | 11                | 11                | —                 | 71                | 84                | 80                | 20                | 16                | 78                | 27                | - ARIA: Oro | /                        |
| Nights with You                                                   | 2017 | 21                | 73                | —                 | —                 | —                 | —                 | —                 | —                 | 97                | —                 | | Forever Neverland        |
| When I Was Young                                                  | 2017 | 37                | —                 | —                 | —                 | —                 | —                 | —                 | —                 | —                 | —                 | | When I Was Young EP      |
| Nostalgia                                                         | 2018 | —                 | —                 | —                 | —                 | —                 | —                 | —                 | —                 | —                 | —                 | | Forever Neverland        |
| Sun in Our Eyes (featuring Diplo)                                 | 2018 | —                 | —                 | —                 | —                 | —                 | —                 | —                 | —                 | —                 | —                 | | Forever Neverland        |
| Imaginary Friend                                                  | 2018 | —                 | —                 | —                 | —                 | —                 | —                 | —                 | —                 | —                 | —                 | | Forever Neverland        |
| "—" significa che il singolo non si è classificato in quel Paese. |      |                   |                   |                   |                   |                   |                   |                   |                   |                   |                   | |                          |

### Come artista ospite
| Titolo                                                     | Anno | Posizione massima | Posizione massima | Posizione massima | Posizione massima | Posizione massima | Posizione massima | Posizione massima | Posizione massima | Posizione massima | Posizione massima | Certificazioni | Album                                |
| Titolo                                                     | Anno | DEN               | AUS               | BEL (FL)          | CAN               | FRA               | GER               | IRE               | NZ                | UK                | US                | Certificazioni | Album                                |
| ---------------------------------------------------------- | ---- | ----------------- | ----------------- | ----------------- | ----------------- | ----------------- | ----------------- | ----------------- | ----------------- | ----------------- | ----------------- | --- | ------------------------------------ |
| "One More" (Elliphant featuring MØ)                        | 2014 | —                 | —                 | —                 | —                 | —                 | —                 | —                 | —                 | —                 | —                 | | Living Life Golden                   |
| "Beg for It" (Iggy Azalea featuring MØ)                    | 2014 | —                 | 29                | —                 | 44                | —                 | —                 | —                 | —                 | 111               | 27                | | Reclassified                         |
| "Lean On" (Major Lazer e DJ Snake featuring MØ)            | 2015 | 1                 | 1                 | 2                 | 3                 | 2                 | 4                 | 1                 | 1                 | 2                 | 4                 | - IFPI DEN: Platino - ARIA: 6× Platino - BEA: 2× Platino - BPI: 2× Platino - BVMI: 3× Oro - MC: 2× Platino - RIAA: 4× Platino - RMNZ: 4× Platino | Peace Is the Mission                 |
| "Lost" (Major Lazer featuring MØ)                          | 2015 | —                 | —                 | —                 | —                 | —                 | —                 | —                 | —                 | —                 | —                 | | Peace Is the Mission                 |
| "Cold Water" (Major Lazer featuring Justin Bieber e MØ)    | 2016 | 2                 | 1                 | 4                 | 1                 | 2                 | 2                 | 1                 | 1                 | 1                 | 2                 | - IFPI DEN: Platino - ARIA: 4× Platino - BEA: Oro - BPI: Platino - MC: 2× Platino - RIAA: 3× Platino - RMNZ: Platino - SNEP: Platino             | Music Is the Weapon                  |
| "9 (After Coachella)" (Cashmere Cat featuring MØ e Sophie) | 2017 | —                 | —                 | —                 | —                 | —                 | —                 | —                 | —                 | —                 | —                 | | 9                                    |
| "Get It Right" (Diplo featuring MØ)                        | 2017 | —                 | 77                | —                 | 76                | —                 | —                 | —                 | —                 | —                 | —                 | | Major Lazer Presents: Give Me Future |
| "We Are..." (Noah Cyrus featuring MØ)                      | 2018 | —                 | —                 | —                 | —                 | —                 | —                 | —                 | —                 | —                 | —                 | | TBA                                  |
| "Stay Open" (ZTAO featuring Diplo e MØ)                    | 2018 | —                 | —                 | —                 | —                 | —                 | —                 | —                 | —                 | —                 | —                 | |                                      |
| "Your Lovin'" (Steel Banglez featuring MØ & Yxng Bane)     | 2018 | —                 | —                 | —                 | —                 | —                 | —                 | —                 | —                 | —                 | —                 | |                                      |

### Altri brani
| Titolo   | Anno | Artist     | Album          |
| -------- | ---- | ---------- | -------------- |
| Dear Boy | 2013 | Avicii     | True           |
| Pull Up  | 2017 | Charli XCX | Number 1 Angel |

## Video musicali
| Titolo                             | Anno | Direttore/i          |
| ---------------------------------- | ---- | -------------------- |
| Glass                              | 2013 | Casper Balslev       |
| Let the Youth Go Mad (feat. Broke) | 2013 | Ian Isak Ploug Ochoa |
| Pilgrim (MS MR Remix)              | 2013 | Esben Weile Kjær     |
| Waste of Time                      | 2013 | Anders Malmberg      |
| XXX 88                             | 2013 | Tim Erem             |
| Don't Wanna Dance                  | 2014 | Georgia Hudson       |
| Walk This Way                      | 2014 | Emilie Rafael        |
| One More                           | 2014 | Tim Erem             |
| New Anno's Eve                     | 2014 | Anne Sofie Skaaring  |
| Lean On                            | 2015 | Tim Erem             |
| Kamikaze                           | 2015 | Truman & Cooper      |
| Final Song                         | 2016 | Tomas Whitmore       |
| Don't Leave                        | 2017 | Malia James          |